# الان داغه
«الان داغه» (به انگلیسی: Hot Right Now) تک‌آهنگی از تهیه‌کنندهٔ درام اند بیس دی‌جی فرش به‌همراهٔ خوانندهٔ انگلیسی ریتا اورا می‌باشد که در ۱۳ فوریهٔ سال ۲۰۱۲ به‌عنوان دومین تک‌آهنگ از سومین آلبوم استودیویی دی‌جی فرش تحت عنوان نکست‌لولیسم (۲۰۱۲) منتشر گردید و بعدها به‌عنوان ترانهٔ جایزه در نخستین آلبوم استودیویی اورا تحت عنوان اورا (۲۰۱۲) قرار داده شد.